# Alfredo Cotani
Alfredo Cotani (Perugia, 5 giugno 1892 – Perugia, 22 settembre 1952) è stato un politico, partigiano e sindacalista italiano.

## Biografia
Dipendente dell'Amministrazione postale e attivo sindacalista a Perugia, nel 1912 aveva aderito al Partito Socialista Italiano.
Mobilitato durante la prima guerra mondiale, al ritorno dal fronte divenne segretario della Camera del Lavoro della sua città. Fu anche eletto nel Consiglio comunale e fu assessore nella prima amministrazione socialista del Comune. Arrestato nel 1923 per la sua attività politica, Cotani (che aveva costituito un'associazione segreta antifascista denominata "Italia libera"), fu di nuovo arrestato nel 1926 e trasferito per punizione a Pola. Al trasferimento seguì il licenziamento per "sovversivismo". Trovato impiego in un'azienda aeronautica di Passignano sul Trasimeno, Alfredo Cotani con la caduta del fascismo riprese l'attività politica e, dopo l'8 settembre 1943, entrò a far parte del Comitato di Liberazione Nazionale di Perugia.
All'indomani della Liberazione, divenne sindaco di Passignano e, nel novembre del 1944, segretario della Federazione perugina del PSI. Assessore anziano del Comune, nel 1948 fu eletto deputato alla Camera per il Fronte democratico popolare. Deceduto durante il mandato, venne sostituito da Luciana Fittaioli.
Dopo la scomparsa di Alfredo Cotani, il Comune di Perugia gli ha intitolato una strada.